# Gulbrynad hackspett
Gulbrynad hackspett (Piculus aurulentus) är en fågel i familjen hackspettar inom ordningen hackspettartade fåglar.

## Utbredning och systematik
Fågeln förekommer i låglänta områden från sydöstra Brasilien till nordöstra Argentina och östra Paraguay. Den behandlas som monotypisk, det vill säga att den inte delas in i några underarter.

## Status
IUCN kategoriserar arten som nära hotad.